# The Enchanted April (boek)
The Enchanted April is een roman uit 1922 geschreven door de Britse auteur Elizabeth von Arnim. Geïnspireerd door een maand lange vakantie aan de Italiaanse Rivièra, volgt de roman vier verschillende vrouwen in het Engeland van de jaren twintig van de twintigste eeuw die besluiten te ontsnappen aan hun ongelukkige huwelijken en een verjongende maand doorbrengen in een klein middeleeuws kasteel in Italië. 
De roman is twee keer verfilmd, in 1935 en 1991.

## Externe Link
- The Enchanted April